# Pietro Platania
Pietro Platania (Catania, 5 aprile 1828 – Napoli, 26 aprile 1907) è stato un compositore italiano.
Si dedicò appena adolescente allo studio della musica, sotto la guida dei maestri Vincenzo Abatelli, Salvatore Pappalardo (allievo di Gaetano Ciandelli)  e Pietro Raimondi del conservatorio di Napoli.
Nel 1863 fu chiamato alla direzione del Real conservatorio di Palermo, che prima lo avea avuto alunno, e vi stette sino al 1885. Diresse anche quattro anni la celebre cappella del duomo di Milano, nel cui archivio musicale è conservata gran parte della sua produzione sacra.
Nel 1885 fu chiamato alla direzione del conservatorio di Napoli. Proveniente dalla Scuola di Gaetano Ciandelli, lavorò nell’ambiente ciandelliano ed ebbe grande stima Michele Lombardi, padre di Vincenzo, il maestro di Enrico Caruso. Trattò tutti i generi di musica, ma prevalse il genere melodico.
Scrisse molta musica vocale e strumentale da camera, dettò trattati di tecnica didascalica, e produsse opere liriche altamente apprezzate.
Catania si onora del nome di Pietro Platania, a cui ha intitolato una via e una piazza.

## Opere

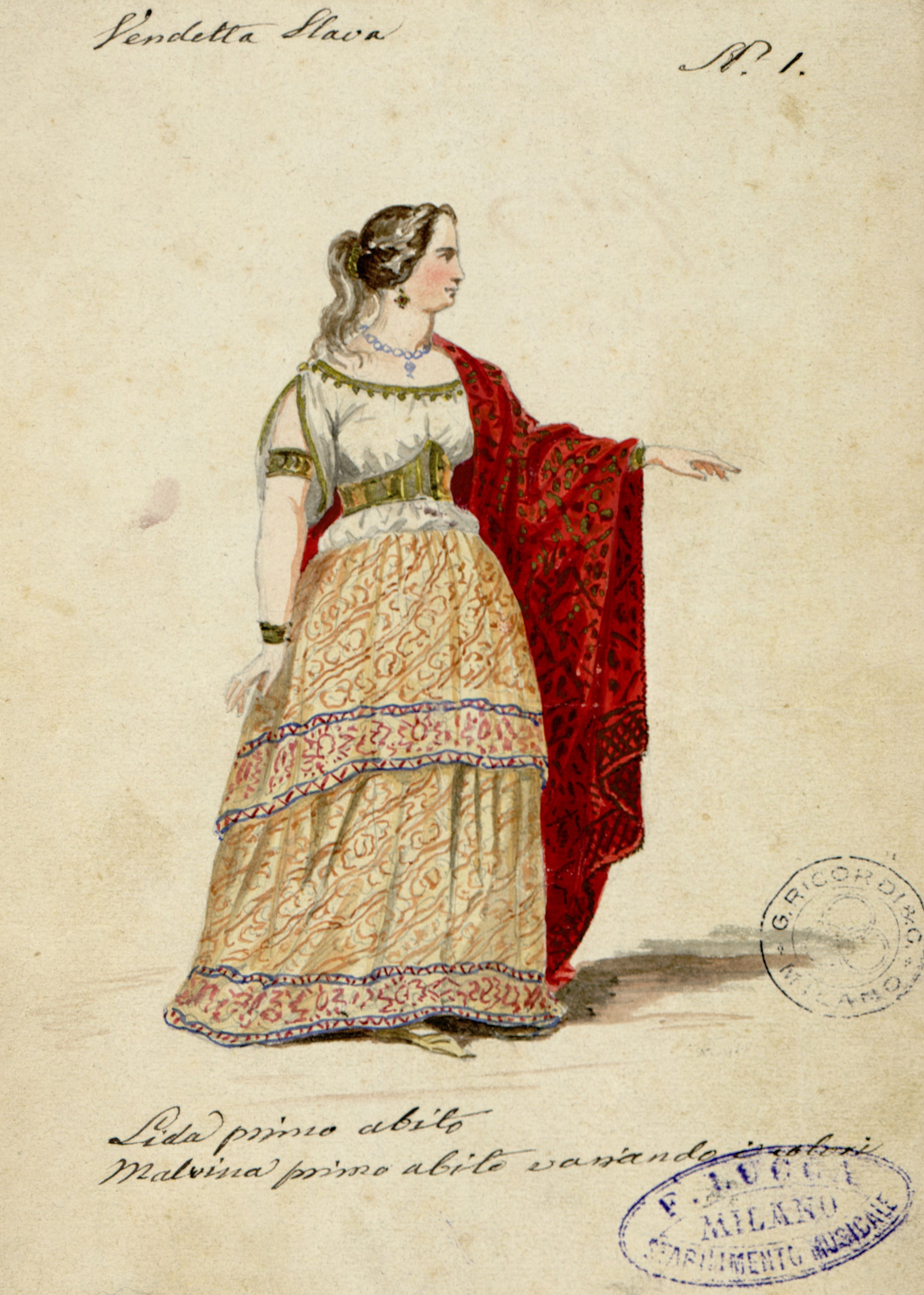
Lida/Malvina (soprano), figurino per Vendetta Slava (1865). Archivio Storico Ricordi

Accenniamo solo ai principali lavori:
- « Corso di Canoni e Fughe di ogni genere dall'antico al moderno ».
- « Trattato di armonia ».
- « Messa di requiem » — eseguita in Palermo per la celebrazione del trigesimo dei funerali al Gran Re, nel 1878.
- « Messa a 8 voci in 2 cori concertanti ».
- « Ave Maria a 8 parti reali ».
- « Sinfonia in Sol minore » — omaggio a Pacini.
- Altra « Sinfonia », eseguita nel 1878 a Parigi dalla celebre orchestra di Torino.
- Il Salmo LXVII « Exurgat Deus », a 24 parti reali con accompagnamento di grande orchestra, edito dalla Breitkopf & Härtel di Lipsia, lavoro di colossali proporzioni che ricorda i suoi simili del medio evo.

Per il Teatro compose:
- « Matilde Bentivoglio » — rappresentata nel 1852 al Real Teatro Carolino di Palermo e poi al Comunale di Catania.
- « Piccarda Donati » — prodotta per la prima volta nel 1857.
- «Vendetta slava» — data   nel  1865.
- « Spartaco », tragedia lirica in 4 atti, libretto di Antonio Ghislanzoni — rappresentato prima al San Carlo di Napoli nel 1891, poi al Dal Verme di Milano.

Fu il primo insegnante di musica di Salvatore Auteri Manzocchi.